# Huaguruncho (montaña)
Huaguruncho, también conocido como Colmillo blanco o Colmillo de nieve, es una montaña localizada en la Cordillera Huaguruncho en el límite entre los departamentos de Huánuco y Pasco, en Perú. Tiene una altitud de 5.723 m s. n. m.